# Vela ai Giochi della XVII Olimpiade
Le regate dei XVII Giochi olimpici, si svolsero tutte nel Golfo di Napoli. In quella edizione dei giochi (1960) le classi in gara erano cinque: Finn e Star, ancora classi olimpiche e 5,5 metri, Flying Dutchman e Dragone escluse dal programma moderno dei giochi.

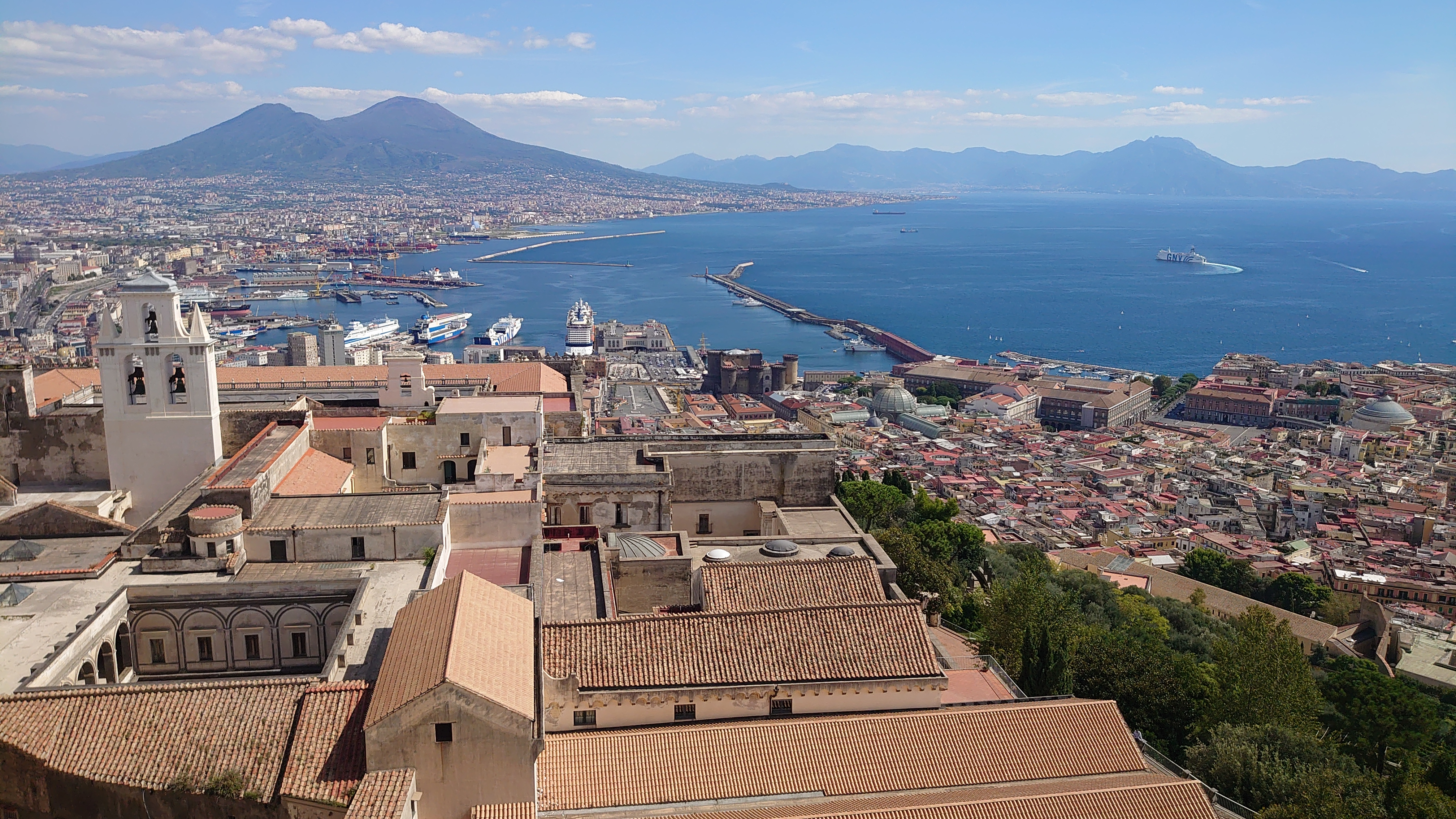
Il golfo di Napoli visto dal Maschio Angioino: la suggestiva cornice nel quale si svolsero le gare di vela per le Olimpiadi di Roma 1960.

Oltre il sistema che caratterizza l'imbarcazione a deriva mobile (da Sx a Dx) quale la classe "Finn" e la classe "Flying Dutchmann" vi sono quelle a chiglia alla quale appartiene la classe "Star", "la Dragone" (quella con scafo marrone, chiglia grigia) e la classe internazionale 5,5 metri. Queste imbarcazioni furono presenti alle Olimpiadi del 1960-64-68.

## Podi
| Evento                     | Oro                                                                 | Argento                                                              | Bronzo                                                       |
| Finn (dettagli)            | Paul Elvstrøm                                                       | Aleksander Tšutšelov                                                 | André Nelis                                                  |
| Star (dettagli)            | Unione Sovietica Timir Pinegin Fyodor Shutkov                       | Portogallo Mário Gentil Quina José Manuel Gentil Quina               | Stati Uniti William Parks Robert Halperin                    |
| Dragone (dettagli)         | Grecia Costantino II di Grecia Odyssevs Eskitzoglou Georgios Zaimis | Argentina Jorge Alberto Salas Héctor Calegaris Jorge Alberto del Río | Italia Antonio Cosentino Antonio Ciciliano Giulio De Stefano |
| Flying Dutchman (dettagli) | Norvegia Peder Lunde Jr. Bjørn Bergvall                             | Danimarca Hans Fogh Ole Gunnar Petersen                              | Germania Rolf Mulka Ingo von Bredow                          |
| 5,5 metri (dettagli)       | Stati Uniti George O'Day James Hunt David Smith                     | Danimarca William Berntsen Steen Christensen Søren Hancke            | Svizzera Henri Copponex Pierre Girard Manfred Metzger        |

## Medagliere
| Posizione | Paese            |   |   |   | Totale |
| --------- | ---------------- | - | - | - | ------ |
| 1         | Danimarca        | 1 | 2 | 0 | 3      |
| 2         | Unione Sovietica | 1 | 1 | 0 | 2      |
| 3         | Stati Uniti      | 1 | 0 | 1 | 2      |
| 4         | Grecia           | 1 | 0 | 0 | 1      |
| 4         | Norvegia         | 1 | 0 | 0 | 1      |
| 6         | Argentina        | 0 | 1 | 0 | 1      |
| 6         | Portogallo       | 0 | 1 | 0 | 1      |
| 8         | Belgio           | 0 | 0 | 1 | 1      |
| 8         | Germania         | 0 | 0 | 1 | 1      |
| 8         | Italia           | 0 | 0 | 1 | 1      |
| 8         | Svizzera         | 0 | 0 | 1 | 1      |
| Totale    | Totale           | 5 | 5 | 5 | 15     |